# Tephritis fascigera
Tephritis fascigera är en tvåvingeart som beskrevs av Malloch 1931. Tephritis fascigera ingår i släktet Tephritis och familjen borrflugor. Inga underarter finns listade i Catalogue of Life.